# 토와 테이
토와 테이(일본어: トウワ テイ, 1964년 9월 7일~)는 대한민국의 디스크자키이자 음악 프로듀서로, 예명 "Sweet Robots Against The Machine"으로 활동했다. 재일 한국인으로 본명은 정동화(鄭東和)미다.

## 연혁
요코하마의 재일 한국인 출신의 중산층 가정에서 태어났다. 16세(1980년) 무렵에 만들어서 보낸 데모 테입이 사카모토 류이치가 진행하는 FM라디오 방송 《사운드 스트리트》에서 전파를 탄 것이 그의 첫 음악이었다.
1987년에는 그래픽 디자인을 공부하기 위해 미국의 파슨스 디자인 스쿨에 입학하였으나, 1990년에 하우스 음악 그룹 디라이트 (Deee-lite)의 구성원이 되어 정식적으로 음악 활동을 시작하게 되면서 그래픽 디자인을 그만두었다. 1994년에는 《Future Listening!》을 일본에서 발표하면서 음악 활동의 무대를 일본으로 옮겼다.
2007년에는 음악 활동을 시작한 지 20여 년을 맞이하여 토와 테이 20주년 기념 투어(Towa Tei 20th Anniversary Tour)를 개최하였으며, 음악 회사 유한회사 허그(Hug inc.)와 레이블로는 허그 콜롬비아, 콜롬비아 뮤직 엔터테인먼트를 설립하였다.

## 작업

### 영화 음악
- 2007년 6월 2일에 개봉된 영화 《대일본인》.
- 2007년 10월 20일에 개봉된 애니메이션 영화 《애플시드 엑스 머신나》.

### 프로듀스
- 카일리 미노그의 〈GBI: German Bold Italic〉- 프로듀스 및 공동 작사.
- 다운타운의 게이샤 걸스 - 사카모토 류이치와 공동 프로듀스.
- 이마다 코지 - "KOJI-1200", "KOJI-12000"
- 도코모의 휴대폰 "아르마다나 N705i (NEC)" - 메인 사운드.
- 아유세 코즈에 - 음악 제공

## 음반

### 스튜디오 앨범
- 1995 《Future Listening!》
- 1998 《Sound Museum》
- 1999 《Sweet Robots Against the Machine》
- 1999 《Last Century Modern》
- 2005 《Flash》
- 2009 《Big Fun》
- 2011 《Sunny》

### 싱글 및 EP
- 1995 《Technova》
- 1995 《Luv Connection》
- 1998 《Butterfly》
- 1998 《GBI: German Bold Italic》
- 1999 《Let Me Know》
- 2000 《Mars》
- 2002 《Funkin' For Jamaica》
- 2005 《Sometime Samurai》

### DJ믹스 앨범
- 2004 《Motivation-Songs for Make Up》
- 2004 《Motivation-Driving Sweets》
- 2005 《Motivation3》
- 2005 《Motivation4 -Dusty Dance Halls》
- 2007 《Motivation Five》
- 2008 《Motivation 7》
- 2010 《Motivation H》

### 리믹스 앨범
- 1994 《Future Recall!》
- 1995 《Future Recall 2》
- 1997 《Stupid Fresh》
- 2000 《Lost Control Mix》
- 2000 《Lost Control Mix 2》

### 컴필레이션 앨범
- 2002 《Towa Tei / Best》
- 2003 《Best Korea》 (대한민국에서만 출시됨)

## 참고 문헌
1. ↑  “1991年 賛同のメッセージ”. 2012년 11월 15일에 원본 문서에서 보존된 문서. 2010년 5월 21일에 확인함.